# Qerret i Vogël
Qerret i Vogël – wieś położona w północnej części Albanii w gminie Qelëz. Wieś znajduje się 85 kilometrów od stolicy państwa, Tirany.

## Demografia
Według spisu ludności z 1989 roku we wsi Qerret i Vogël mieszkało 196 mieszkańców.